# Ul'ianovka
Ul'ianovka  (ucraniano: Ульяновка) es un pueblo del Raión de Berezivka en el Óblast de Odesa de Ucrania. Según el censo de 2001, tiene una población de 594 habitantes.